# What About Now
| Recensione   | Giudizio |
| ------------ | -------- |
| AllMusic     | [ 7 ]    |
| Sputnikmusic | [ 8 ]    |

What About Now è il dodicesimo album in studio della band rock americana Bon Jovi, pubblicato l'8 marzo 2013. Il primo singolo estratto Because We Can è stato pubblicato il 7 gennaio 2013. L'album, prodotto da John Shanks, ha raggiunto la prima posizione nella classifica Billboard 200, diventando il terzo album in studio consecutivo, e quinto in totale, a raggiungere tale posizione. Il video ufficiale del secondo singolo, What About Now, è stato pubblicato il 29 aprile 2013. Ad oggi è l'ultimo album della band al quale partecipa lo storico chitarrista Richie Sambora.

## Stile del Disco
What About Now è un album rock con tendenze pop e dal sound moderno. Il disco ha sonorità simili all'album precedente (The Circle) e molto lontane dallo stile Pop-Metal/Hair Metal dei Bon Jovi negli anni '80. La chitarra, in secondo piano, lascia più spazio alla linea vocale e alle tastiere, accompagnate da un potente sound di batteria e dal basso. L'album contiene canzoni vivaci come What About Now, Because We Can e That's What The Water Made Me, vere e proprie ballad come Amen e Room At The End Of The World, canzoni da sonorità country simili a quelle di Lost Highway (2007) come ad esempio What's Left On Me e canzoni con arrangiamenti acustici come The Fighter.

## Tracce
1. Because We Can – 4:00 (Jon Bon Jovi, Richie Sambora, Billy Falcon)
2. I'm With You – 3:44 (Jon Bon Jovi, John Shanks)
3. What About Now – 3:45 (Jon Bon Jovi, John Shanks)
4. Pictures of You – 3:58 (Jon Bon Jovi, Richie Sambora, John Shanks)
5. Amen – 4:12 (Jon Bon Jovi, Billy Falcon)
6. That's What the Water Made Me – 4:24 (Jon Bon Jovi, Billy Falcon)
7. What's Left of Me – 4:35 (Jon Bon Jovi, Richie Sambora, Billy Falcon)
8. Army of One – 4:34 (Jon Bon Jovi, Richie Sambora, Desmond Child)
9. Thick as Thieves – 4:57 (Jon Bon Jovi, Richie Sambora, John Shanks)
10. Beautiful World – 3:48 (Jon Bon Jovi, Billy Falcon)
11. Room at the End of the World – 5:03 (Jon Bon Jovi, John Shanks)
12. The Fighter – 4:38 (Jon Bon Jovi)

Bonus Tracks - Edizione internazionale
1. With These Two Hands – 3:58 (Jon Bon Jovi, Billy Falcon)
2. Not Running Anymore (canzone di Jon Bon Jovi dalla colonna sonora di Uomini di parola) – 4:44 (Jon Bon Jovi)
3. Old Habits Die Hard (canzone di Jon Bon Jovi dalla colonna sonora di Uomini di parola) – 3:30 (Jon Bon Jovi)
4. Every Road Leads Home to You (canzone di Richie Sambora dall'album Aftermath of the Lowdown) – 4:40 (Richie Sambora, Luke Ebbin)

Bonus Tracks - Edizione USA
1. With These Two Hands – 3:58 (Jon Bon Jovi, Billy Falcon)
2. Into The Echo – 5:04 (Jon Bon Jovi, Billy Falcon)
3. Not Running Anymore (canzone di Jon Bon Jovi dalla colonna sonora di Uomini di parola) – 4:44 (Jon Bon Jovi)

Bonus Tracks - Edizione giapponese
1. With These Two Hands – 3:58 (Jon Bon Jovi, Billy Falcon)
2. Into The Echo – 5:04 (Jon Bon Jovi, Billy Falcon)
3. Not Running Anymore (canzone di Jon Bon Jovi dalla colonna sonora di Uomini di parola) – 4:44 (Jon Bon Jovi)
4. Old Habits Die Hard (canzone di Jon Bon Jovi dalla colonna sonora di Uomini di parola) – 3:30 (Jon Bon Jovi)
5. Every Road Leads Home to You (canzone di Richie Sambora dall'album Aftermath of the Lowdown) – 4:40 (Richie Sambora, Luke Ebbin)

## Classifiche
| Paese             | Posizione |
| ----------------- | --------- |
| Argentina         | 7         |
| Australia         | 1         |
| Austria           | 1         |
| Belgio (Fiandre)  | 8         |
| Belgio (Vallonia) | 16        |
| Brasile           | 9         |
| Canada            | 1         |
| Croazia           | 11        |
| Danimarca         | 6         |
| Finlandia         | 3         |
| Germania          | 2         |
| Giappone          | 2         |
| Grecia            | 10        |
| Irlanda           | 3         |
| Italia            | 5         |
| Messico           | 16        |
| Norvegia          | 2         |
| Nuova Zelanda     | 9         |
| Paesi Bassi       | 2         |
| Polonia           | 16        |
| Portogallo        | 2         |
| Repubblica Ceca   | 5         |
| Regno Unito       | 2         |
| Slovenia          | 1         |
| Spagna            | 1         |
| Stati Uniti       | 1         |
| Svezia            | 1         |
| Svizzera          | 3         |
| Ungheria          | 4         |

## Cronologia della pubblicazione
| Paese              | Data          |
| ------------------ | ------------- |
| Australia Germania | 8 marzo 2013  |
| Regno Unito        | 11 marzo 2013 |
| Italia Stati Uniti | 12 marzo 2013 |
| Giappone           | 13 marzo 2013 |

## Formazione
- Jon Bon Jovi: voce e chitarra
- Richie Sambora: chitarra solista e voce
- David Bryan: tastiere, cori
- Tico Torres: batteria
- Hugh McDonald: basso, cori